# NBA (serie de videojuegos)
NBA es una serie de seis videojuegos de baloncesto desarrollados por San Diego Studio y publicados por Sony Computer Entertainment. Los juegos tienen licencia de la National Basketball Association (NBA) y son una de las diferentes series de videojuegos de baloncesto centradas en la NBA. Los juegos lanzados en la serie son NBA, NBA '06, NBA '07, NBA '08, NBA 09: The Inside y NBA 10: The Inside. Es el sucesor de la serie NBA ShootOut.

## Videojuegos
| Título             | Estrella de la Portada | Estrella de la Portada |
| Título             | Jugador                | Equipo                 |
| ------------------ | ---------------------- | ---------------------- |
| NBA                | Ray Allen              | Seattle SuperSonics    |
| NBA 06             | Amar'e Stoudemire      | Phoenix Suns           |
| NBA 07             | Kobe Bryant            | Los Angeles Lakers     |
| NBA 08             | Amar'e Stoudemire      | Phoenix Suns           |
| NBA 09: The Inside | Carlos Boozer          | Utah Jazz              |
| NBA 09: The Inside | Carmelo Anthony        | Denver Nuggets         |
| NBA 09: The Inside | LeBron James           | Cleveland Cavaliers    |
| NBA 09: The Inside | Kobe Bryant            | Los Angeles Lakers     |
| NBA 09: The Inside | Dwyane Wade            | Miami Heat             |
| NBA 09: The Inside | Paul Pierce            | Boston Celtics         |
| NBA 10: The Inside | Brandon Roy            | Portland Trail Blazers |

### NBA(2005)
NBA es un videojuego de baloncesto que se lanzó en marzo de 2005 para PSP.

### NBA 06
NBA 06: Featuring the Life Vol. 1 fue lanzado el 4 de octubre de 2005 para PSP y el 1 de noviembre de 2005 para PlayStation 2. El producto presenta al ala-pívot/pívot de los Phoenix Suns, Amar'e Stoudemire, en la portada. También puedes competir en una nueva función, el desafío Habilidades de PlayStation. No en ningún otro juego de la NBA.
Amar'e Stoudemire y P.J. Carlesimo aparecieron en comerciales con tres jugadores ficticios de la NBA.

### NBA 07
NBA 07 fue lanzado en 2006. El producto presenta al escolta de Los Angeles Lakers, Kobe Bryant, en la portada, con su número de camiseta recién elegido de 24. Es la segunda entrega de la serie NBA: Featuring the Life de Sony Computer Entertainment, y es un juego de lanzamiento para el formato PlayStation 3.

### NBA 08
NBA 08 fue desarrollado por San Diego Studio y publicado por Sony Computer Entertainment en 2007. Por segunda vez en la serie, Phoenix Suns F/C Amar'e Stoudemire aparece en la portada: Stoudemire apareció en la portada de NBA '06: featuring the Life Vol. 1 dos años antes. A diferencia de la mayoría de los juegos de la NBA, este tenía una historia.

### NBA 09: The Inside
NBA 09: The Inside fue desarrollado por San Diego Studio y publicado por Sony Computer Entertainment el 7 de octubre de 2008. No presenta a un solo atleta de portada, sino que presenta a un grupo de seis jugadores de la NBA que incluyen a Carmelo Anthony, Carlos Boozer, Kobe Bryant, LeBron James, Paul Pierce y Dwyane Wade.

### NBA 10: The Inside
NBA 10: The Inside es un juego de simulación de baloncesto desarrollado por San Diego Studio y publicado por Sony Computer Entertainment para PSP el 6 de octubre de 2009.

#### Recepción
El juego recibió críticas "promedio" según Metacritic.